# São João do Pau d'Alho
São João do Pau d'Alho är en kommun i Brasilien.   Den ligger i delstaten São Paulo, i den södra delen av landet, 700 km sydväst om huvudstaden Brasília. Antalet invånare är 2 103. Arean är 118 kvadratkilometer.
Terrängen i São João do Pau d'Alho är platt.
Trakten runt São João do Pau d'Alho består i huvudsak av gräsmarker. Runt São João do Pau d'Alho är det glesbefolkat, med 17 invånare per kvadratkilometer.